# Валгома
Валгома — деревня в Алёховщинском сельском поселении Лодейнопольского района Ленинградской области.

## История
В конце XIX — начале XX века деревня административно относилась к Куневичской волости 2-го стана 2-го земского участка Тихвинского уезда Новгородской губернии.

ВАЛГОМА — деревня Валгомского земского общества, число дворов — 32, число домов — 54, число жителей: 105 м. п., 100 ж. п.; 

Занятие жителей — земледелие. Река Капша. Земская школа, кузница, 2 мельницы, лавка . (1910 год)

С 1917 по 1918 год деревня называлась Валгомы и входила в состав Куневичской волости Тихвинского уезда Новгородской губернии.
С 1918 года в составе Череповецкой губернии.
С 1924 года в составе Капшинской волости.
С 1927 года в составе Капшинского района. В 1927 году население деревни составляло 260 человек.
С 1928 года в составе Курикинского сельсовета Оятского района. В 1928 году население деревни составляло 199 человек.
Согласно карте Ленинградской области Северо-западного аэрогеодезического треста ГГУ издания 1932 года деревня насчитывала 22 крестьянских двора. В деревне находилась водяная мукомольная мельница.
По данным 1933 года деревня называлась Волгома и также входила в состав Курикинского сельсовета Оятского района.

Деревня Валгома на карте РККА 1940 года

С 1955 года в составе Лодейнопольского района.
С 1965 года в составе Приозерского сельсовета. В 1965 году население деревни составляло 52 человека.
По данным 1966 и 1973 годов деревня называлась Валгома и также входила в состав Пирозерского сельсовета.
По данным 1990 года деревня Валгома входила в состав Тервенического сельсовет.
В 1997 году в деревне Валгома Тервенической волости проживал 1 человек, в 2002 году — также 1 человек (русский).
В 2007 году в деревне Валгома Алёховщинского СП проживал 1 человек, в 2010 году — 6, в 2014 году постоянного населения не было.

## География
Деревня расположена в юго-западной части района близ автодороги 41А-009 (Лодейное Поле — Чудово).
Расстояние до административного центра поселения — 37 км.
Расстояние до ближайшей железнодорожной станции Лодейное Поле — 86 км.
Деревня находится на правом берегу реки Капши.

## Демография
| 1910 | 1928 | 1965 | 1997 | 2007 | 2010 | 2014 |
| ---- | ---- | ---- | ---- | ---- | ---- | ---- |
| 205  | ↘199 | ↘52  | ↘1   | →1   | ↗6   | ↘0   |
| 2015 | 2016 | 2017 |      |      |      |      |
| →0   | →0   | →0   |      |      |      |      |

Согласно данным Всероссийской переписи населения 2021 года в деревне постоянного населения не было.

## Инфраструктура
На 1 января 2014 года в деревне было зарегистрировано частных жилых домов — 14
На 1 января 2015 года в деревне не было зарегистрировано постоянного населения.